# Eubelum kisantui
Eubelum kisantui är en kräftdjursart som beskrevs av Arcangeli 1950. Eubelum kisantui ingår i släktet Eubelum och familjen Eubelidae. Inga underarter finns listade i Catalogue of Life.